# Robert George
Robert George (Párizs, 1893. június 10. – Párizs, 1985. október 23.) Európa-bajnok jégkorongozó kapus, olimpikon.

## Élete
Fiatal koráról szinte semmit nem tudunk. Valószínűleg észak-amerikai származású. Franciaországban fontos szerepe volt a jégkorong megteremtésében. 1913-tól játszott mint kapus a párizsi CSHP-ben. Részt vett az 1924-es jégkorong-Európa-bajnokságon, ahol a francia csapat aranyérmes lett. Az 1924. évi téli olimpiai játékokon nem játszhatott, mert nem volt francia állampolgár, így csak az 1928. évi téli olimpiai játékokon vehetett részt a jégkorongtornán. A franciák az A csoportba kerültek. Az első mérkőzésen megverték a magyarokat 2–0-ra, majd a briteket 3–2-re és végül kikaptak a belgáktól 3–1-re. Csak a rosszabb gólkülönbség miatt nem jutottak be a négyes döntőbe.
Sikeres volt gyephokiban is. Az 1930-as évektől újságíró volt egy francia sportújságnál.